# Catedral Anglicana de la Santísima Trinidad
La Catedral Anglicana de la Santísima Trinidad es un templo anglicano ubicado en la ciudad de Porto Alegre, Brasil. Es, al mismo tiempo, la sede episcopal de la diócesis anglicana meridional y la catedral nacional de la iglesia episcopal anglicana del Brasil, la decimonovena provincia de la Comunión Anglicana. Fue el primer templo episcopal de Brasil.

## Historia

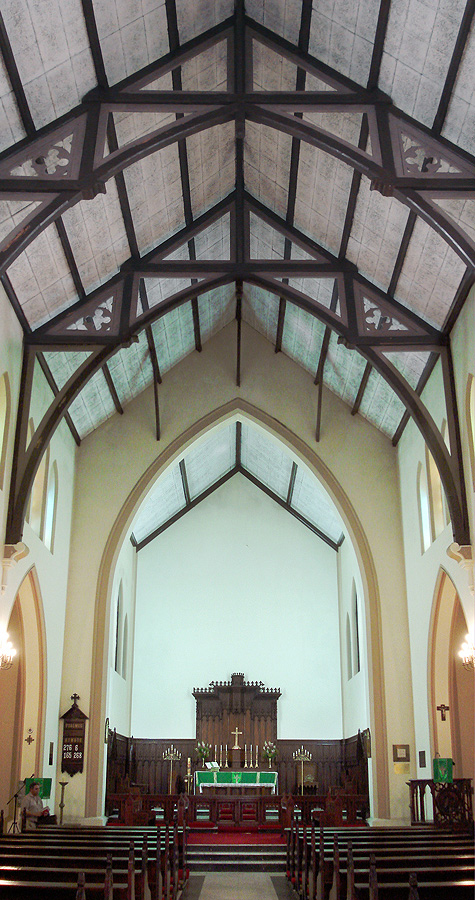
Central nave y presbiterio

El 21 de abril de 1890, los misioneros Lucien Lee Kinsolving y James Watson Morris llegaron a Porto Alegre y celebraron el primer servicio en la ciudad en una casa alquilada en Caminho Novo, el 1 de junio, que se considera la fecha oficial del establecimiento de la Iglesia Episcopal en el país. La casa se convirtió en la Capilla de la Trinidad. En mayo de 1891, se alquiló otro edificio en la rúa Riachuelo, que sirvió de capilla y se denominó "Bom Pastor" (Buen Pastor), poco después se trasladó a la rúa da Praia. En 1898 se fusionaron las capillas de Bom Pastor y Trindade, antecedente de la actual Catedral.
El 5 de julio de 1900 se firmó la escritura del terreno. El 25 de octubre, a las 14 horas, se colocó la primera piedra en presencia de autoridades civiles, religiosas y militares, entre ellas el Intendente José Montaury y miembros del Consejo Municipal y del cuerpo consular de Porto Alegre, además de miembros de la comunidad. Esta iglesia fue la primera construida por la Iglesia Episcopal en Brasil, y su dedicación a la Santísima Trinidad conmemora el día en que los reverendos Morris y Kinsolving celebraron el primer culto anglicano en Porto Alegre.
El proyecto fue diseñado por el misionero John Gaw Meen, con Rudolf Ahrons a cargo de la parte técnica y Francisco Tomatis el constructor. El diseño inicial fue simplificado, originalmente incluía una torre en la fachada, que no se llevó a cabo por falta de recursos. El templo fue consagrado el 10 de mayo de 1903.
En la década de 1920 se añadió un retablo de madera tallada. En la década siguiente se añadieron vitrales, donados por miembros de la comunidad y realizados por Casa Genta. En 1945 se instaló una tribuna para el coro sobre la entrada. El 31 de diciembre de 1949, la capilla fue elevada a la categoría de Catedral, y desde entonces es la sede de la Diócesis Sur de la Iglesia Anglicana en Brasil. El suelo fue remodelado en 1957, sustituyendo el suelo de madera por baldosas. En una fecha no registrada, se cambió el tejado de tejas de arcilla por tejas metálicas. El actual sistema de iluminación se instaló en la década de 1970 y las arañas son obra de Jaury Lopes dos Reis, cada una con 7 velas que recuerdan los Siete dones del Espíritu Santo..
En 1977 la Catedral fue incluida por el Municipio en el Inventario de Bienes Inmuebles de Valor Histórico, Cultural y de Tradición Expresiva  En la década de 2000, el edificio fue restaurado y entregado a la comunidad en 2008, con financiación del Programa Monumenta, del Banco Interamericano de Desarrollo y de la Municipalidad, en asociación con la Unesco y la Caixa Econômica Federal..

## El edificio

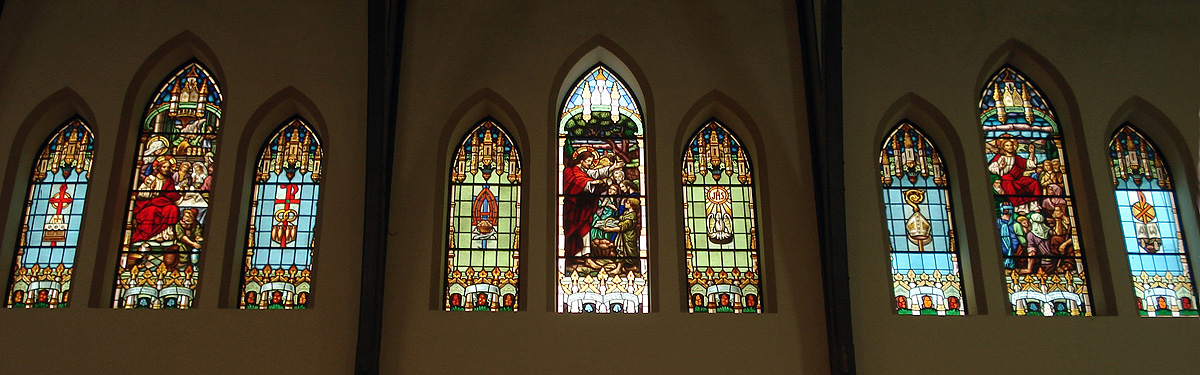
Cristoría de la nave central

Siguiendo una línea neogótica simplificada, la fachada construida sobre un pequeño basamento de piedras rústicas, presenta un pórtico con una gran puerta de arco ojival con un frontispicio sin ornamentación y dos pequeñas agujas laterales con espinas y un óculo cuadrifolio en el centro, y una cruz metálica en la parte superior. El pórtico se une al cuerpo de la iglesia, que imita el diseño del pórtico a mayor escala, con tres grandes ventanales en arco decorados con vidrieras y dos naves laterales con pináculos similares en los extremos..
En el interior, la nave central es elevada, con discreta decoración, bancos para los fieles, coro sobre la entrada, claristorio con ventanas ojivales agrupadas de tres en tres, siendo las centrales de mayor tamaño, todas ocluidas con vidrieras de la Casa Genta. Las naves laterales se abren a la central mediante arcos ojivales con pilares lisos.
Destacan también una viga aparente, con grandes arcos de madera y metal que sostienen la cubierta a dos aguas, y el retablo incluido en el arrimadero del presbiterio, un raro conjunto de tallas de madera de estilo gótico inglés, que fue el primer elemento catalogado por el Patrimonio Histórico Municipal, separado del resto de la iglesia.